# Isidella lofotensis
Isidella lofotensis is een zachte koraalsoort uit de familie Isididae. De koraalsoort komt uit het geslacht Isidella. Isidella lofotensis werd in 1868 voor het eerst wetenschappelijk beschreven door Sars. 